# Luana Silva
Luana Coelho Silva (Honolulu, 7 de maio de 2004) é uma surfista profissional brasileira-americana. 
Em janeiro de 2025, ela foi campeã do Mundial Júnior da WSL, se tornando assim a primeira mulher brasileira a conseguir o feito e a primeira sul-americana a conquistar o Mundial Júnior desde 2005.